# Bonvicino
Bonvicino là một đô thị tại tỉnh Cuneo trong vùng Piedmont của Italia, vị trí cách khoảng 70 km về phía đông nam của Torino và khoảng 40 km về phía đông bắc của Cuneo. Tại thời điểm ngày 31 tháng 12 năm 2004, đô thị này có dân số 122 người và diện tích 7,2 km².
Bonvicino giáp các đô thị: Belvedere Langhe, Bossolasco, Dogliani, Murazzanovà Somano.